# Nauru Pacific Line

Flagge

Die Nauru Pacific Line (NPL) ist eine staatliche Schifffahrtslinie des Inselstaates Nauru. Sie wurde 1969 gegründet.
Die NPL besitzt fünf eigene und zwei gecharterte Schiffe, welche im ozeanischen Raum für Ladungstransporte und selten auch für touristische Zwecke eingesetzt werden. Dabei sind häufige angelaufene Länder Australien, Neuseeland und Fidschi sowie die Nördlichen Marianen.
Die Nauruische Phosphatgesellschaft (NPC) charterte früher Schiffe der NPL für den Exporte von Phosphaten. Da seit 2000 die Phosphatexporte zurückgehen, chartert die NPC nur noch selten Schiffe der NPL.